# Исхак-бей Кралоглу
Исхак-бей Кралоглу (босн. Ishak-beg Kraljević, Sigismund Tomašević; ум. после 1493) — боснийский принц, османский военный деятель. Сын Катарины Боснийской и Степана Томаша. Последний известный представитель дома Котроманичей. Пленён в 1463 году после захвата османами Боснии и смерти отца. Обращён в ислам и служил Мехмеду II. В нескольких кампаниях участвовал под началом своего дяди, Херсекли Ахмеда-паши.

## Происхождение и ранние годы
Первые годы жизни Исхака звали Сигизмунд Томашевич. Отцом Сигизмунда был Степан Томаш. Будучи незаконным сыном Степана Остои, отец Сигизмунда не был наследником трона. Поэтому он был женат на простой женщине, Вояче. От этого брака у него был сын, Степан Томашевич. Когда в 1443 году Степан Томаш стал королём, ему понадобились сильные союзники. Он перешёл из Боснийской церкви в католичество и попросил папу о разводе. В 1445 году Евгений IV признал Степана королём Боснии и дал разрешение на развод с Воячей. 26 мая 1446 года Стефан Томаш женился на Катарине, дочери Степана Вукчича Косача. Дата рождения Сигизмунда неизвестна, однако в 1449 году Степан сообщал властям Рагузы о рождении у него сына. Вероятно, речь шла о Сигизмунде. Рагузане по заведённому обычаю отправили подарки родителям, а также младенцу. Кроме Сигизмунда от Катерины Степан Томаш имел дочь, тоже Катерину.
После смерти отца в 1461 году королём стал старший брат Сигизмунда, Степан Томашевич, матерью которого была отвергнута первая жена Степана Томаша. Дед Сигизмунда, Степан Вукчич Косача, отец Катерины, не стал от имени внука требовать короны. Он с понимал, что Босния нуждается в взрослом монархе из-за угрозы нападения Османской империи. Во время правления брата Сигизмунд жил в замке Кози-Градек над Фойницей со своей сестрой и матерью. Возможно, король не хотел, чтобы его брат был рядом с ним при дворе в Яйце, тем более что Сигизмунд, вероятно, считался наследником.

## Пленение и обращение
Османы вторглись в Боснию в мае 1463 года. Королевская семья, по-видимому, пыталась запутать их, разделяясь во время бегства и двигаясь в сторону Хорватии и побережья разными путями. Сигизмунд и его сестра, отделенные от матери, попали в руки османов в городе Звечан, недалеко от Яйце. Король, брат Сигизмунда, сдался в Ключе и был казнен вскоре после этого. Королеве Катарине удалось добраться до берега. Она оставила серебряный меч Степана Томаша в Рагузе и поручила властям передать его Сигизмунду, если он когда-нибудь «освободится от тюркского плена». Живя в Риме, она постоянно старалась найти возможность выкупить своих детей, Сигизмунда и Катарину. В 1474 году мать Сигизмунда отправилась на границу Османской империи, возможно, желая установить контакт со своим сводным братом Херсекли Ахмедом, который обратился в ислам и служил султану, однако план не удался.
В 1475 году последняя попытка матери Сигизмунда заплатить за него выкуп потерпела неудачу. Точное время обращения Сигизмунда в ислам неизвестно. К весне 1476 года, когда османы сделали марионеточным королём Боснии его двоюродного брата Матиаса, Сигизмунд уже был мусульманином, иначе королём османы сделали бы его. Новым именем Сигизмунда стало Исхак Кралоглу (сын короля). Его матери были известны новости о его жизни: незадолго до своей смерти, в октябре 1478 года, королева Катарина написала завещание, в котором она назвала сына наследником боснийского трона при условии возвращения в христианство.

## Карьера
Сигизмунд участвовал в 1473 году битве при Отлукбели в составе свиты Мехмеда, и был свидетелем победы над Узун Хасаном. Исхак входил в близкое окружение султана и был его фаворитом, вместе они обедали и играли в нарды, Исхак часто  развлекал Мехмеда своими «грубыми шутками». Он служил под началом сводного брата своей матери, Ахмеда-паши. Дядя был младше Исхака и прибыл в Стамбул позже, в 1472 году, и тоже стал  любимцем султана. Продвижение Ахмеда и Исхака в карьере продолжалось во время правления сына и преемника Мехмеда Баязида II (жена Херсекли Ахмеда была родной сестрой Баязида). Исхак дошёл до поста санджакбея бывшего бейлика Карасы и принимал участие в Османско-Мамлюкской войне (1485-91), сражаясь сначала под началом Хадыма Якупа-паши, а потом вместе с дядей под Аданой. Ахмед-паша и Исхак-бей были побеждены и захвачены в плен в 1486 году. Известно, что Исхак был освобожден из плена до 17 августа 1488 года, поскольку в этот день он участвовал в ещё одном безуспешном сражении против мамлюков. В этом бою Исхак находился на правом фланге, который раньше времени покинул поля боя, что стало одной из причин поражения. После этого Исхак-бей был судим и оправдан. Последнее упоминание Исхака относится к 1493 году — 9 сентября  Исхак участвовал в битве на поле Крбава, в которой Османская армия одержала победу.
Исхак-бей был последним известным членом Дома Котроманичей.
В качестве тимара Исхаку были даны земли с тремя селениями в районе Эскишехира. Из сохранившихся вакуфных документов известно, что после смерти Исхака тимаром владел сын Исхака, Мехмед-бей.